# Vacheresse
Vacheresse település Franciaországban, Haute-Savoie megyében. Lakosainak száma 912 fő (2022. január 1.). Vacheresse Bernex, Abondance, La Baume, Bonnevaux, La Chapelle-d’Abondance, Chevenoz és Novel községekkel határos.

## Népesség
A település népessége az elmúlt években az alábbi módon változott:
| Lakosok száma | 785  | 807  | 848  | 855  | 860  | 859  | 860  | 885  | 912  |
|               | 2013 | 2015 | 2016 | 2017 | 2018 | 2019 | 2020 | 2021 | 2022 |